# Rjú Šima

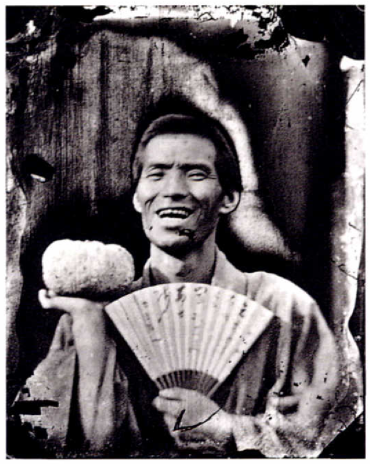
Mokrá deska fotografie Kakoku Šimy, manžela Rjú, z roku 1864. Toto je pravděpodobně první fotografie pořízená japonskou ženou.

Rjú Šima, přechýleně Rjú Šimaová (japonsky 島隆, Šima Rjú; 1823 Provincie Kózuke – 1900 Kirjú) byla japonská umělkyně a průkopnice fotografie.

## Životopis
Původně pocházela z Kirjú, ležícího dnes v prefektuře Gunma. Studovala na umělecké škole v Edu (nyní Tokio), kde se setkala se spolužákem Kakoku Šimou (1827–1870). V roce 1855 se vzali a brzy se přestěhovali do regionu Kantó, kde pravděpodobně také vystavovali. Zdá se, že v té době Šima publikoval několik svých obrazů jako ilustrace v knihách. Pár se začal věnovat řemeslu fotografie a na jaře roku 1864 Rjú portrétovala svého manžela, čímž vytvořila nejstarší známou fotografii od japonské fotografky. Negativ je uložen v historickém muzeu Tódžó, mokrá deska tohoto portrétu zůstává v rodinných archívech rodiny Šimy a Muzeum výtvarného umění v Houstonu má ve svých sbírkách albuminový tisk.
Manželé Šimaovi provozovali fotografické studio v Edu přibližně v letech 1865–1867, kdy Kakoku přijal učitelskou funkci v Kaiseidžu. Po smrti svého manžela v roce 1870 se Rjú vrátila do Kirjú, kde otevřela vlastní studio. Zemřela v roce 1900.
V roce 1988 bylo ve skladu domu jejich potomků nalezeno asi 2000 předmětů z jejich dědictví. Nejenže byl odhalen celý obrazový archiv uměleckého páru, ale bylo také rozhodnuto poskytnout historikům prvotřídní historický materiál, který umožňuje z různých pohledů posuzovat situaci konce období Edo (uložené v Prefekturním muzeu historie Gunma).